# Свидница-Крашовице
Свидница-Крашовице (пол. Świdnica Kraszowice) — железнодорожный разъезд и бывшая станция в Польше, расположенная на пересечении железнодорожной линии 137 с железнодорожной линией 285. Расположена в южной части Свидницы рядом с селом Быстшица-Дольна. В настоящее время в связи с прекращением движения по линии 285 станция заброшена, а пассажирская платформа ликвидирована. PKP обещает восстановить линию 285, но пока неизвестно в какой степени реновация затронет станцию.